# Лехтонен, Микко (1978)
Микко Лехтонен (фин. Mikko Lehtonen; 12 июня 1978, Оулу) — финский хоккеист, защитник. Завершил карьеру игрока после окончания сезона 2013/14. Большую часть карьеры провёл, играя за «Кярпят».

## Карьера

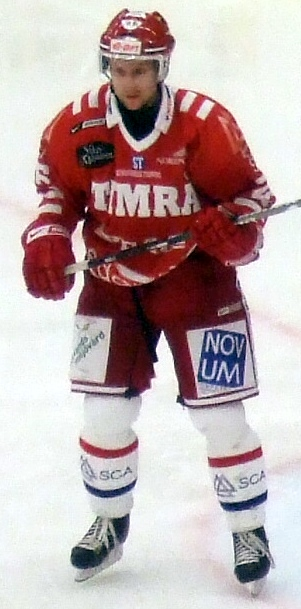
Лехтонен в составе «Тимро»

На драфте НХЛ 2001 года был выбран в 9 раунде под общим 271 номером командой «Нэшвилл Предэйторз». 27 февраля 2007 года обменян в «Баффало Сэйбрз».

## Статистика
```
                                            
                                            --- Regular Season ---  ---- Playoffs ----
Season   Team                        Lge    GP    G    A  Pts  PIM  GP   G   A Pts PIM
--------------------------------------------------------------------------------------
2000-01  Karpat                      FNL    54    6    9   15   58   9   0   3   3   4
2001-02  Karpat                      FNL    55    8   11   19   32   4   1   1   2   4
2002-03  Karpat                      FNL    55    5   12   17   50  15   3   1   4  22
2003-04  Karpat                      FNL    53    5   13   18   62  12   2   4   6   8
2004-05  Karpat                      FNL    53   11   17   28   28  12   3   3   6  12
2005-06  Karpat                      FNL    43    6    8   14   46  10   2   2   4  12
2006-07  Nashville Predators         NHL    15    1    2    3    8  --  --  --  --  --
2006-07  Milwaukee Admirals          AHL    35    4    8   12   28  --  --  --  --  --
2006-07  Rochester Americans         AHL    21    1    8    9   10  --  --  --  --  --
2007-08  Karpat                      FNL    48    8   25   33   34  15   4   5   9  12
2008-09  Timrå IK                    SHL    41   15   15   30   58   7   0   2   2   0
2009-10  Frölunda HC                 SHL     9    3    1    4   10  --  --  --  --  --
2009-10  Karpat                     Liiga   11    3    2    5   16  10   1   2   3   8
2010-11  Karpat                     Liiga   43   12    9   21   46   2   0   2   2   4
2011-12  Karpat                     Liiga   37    6    8   14   46   7   2   2   4   4
2012-13  Karpat                     Liiga   40    6   14   20   38  --  --  --  --  --
2013-14  Karpat                     Liiga   26    6    6   12   14  --  --  --  --  --
--------------------------------------------------------------------------------------
         NHL Totals                         15    1    2    3    8  --  --  --  --  --

```